# Talence
Talence [taˈlãːs] (okzitanisch Talença) ist eine französische Stadt mit 45.869 Einwohnern (Stand 1. Januar 2022) im Département Gironde in der Region Nouvelle-Aquitaine. Die Stadt liegt im Arrondissement Bordeaux, südwestlich im Vorortbereich von Bordeaux und wird durch RER (ähnlich einer S-Bahn; Vorlaufbetrieb ab September 2025), Straßenbahn- und Buslinien erschlossen.
Talence wird vom größten Campus der Universität Bordeaux geprägt. Sie wurde nach den Mai-Unruhen 1968 zu einem großen Teil in diesen damals ruhigen Vorort ausgelagert, um die pauschal als Unruhestifter geltenden Studenten aus dem Zentrum von Bordeaux zu drängen.
Talence ist auch ein Weinbauort in der Weinbauregion Graves und gehört zur Appellation Pessac-Léognan.
Unter Leichtathleten ist Talence als Austragungsort des jährlich stattfindenden Mehrkampf-Meetings „Décastar“ bekannt.

## Sehenswürdigkeiten
- Kirche Sainte-Famille
- Kirche Notre-Dame
- Presbyterium, Monument historique
- Mehrere denkmalgeschützte schlossartige Weingüter

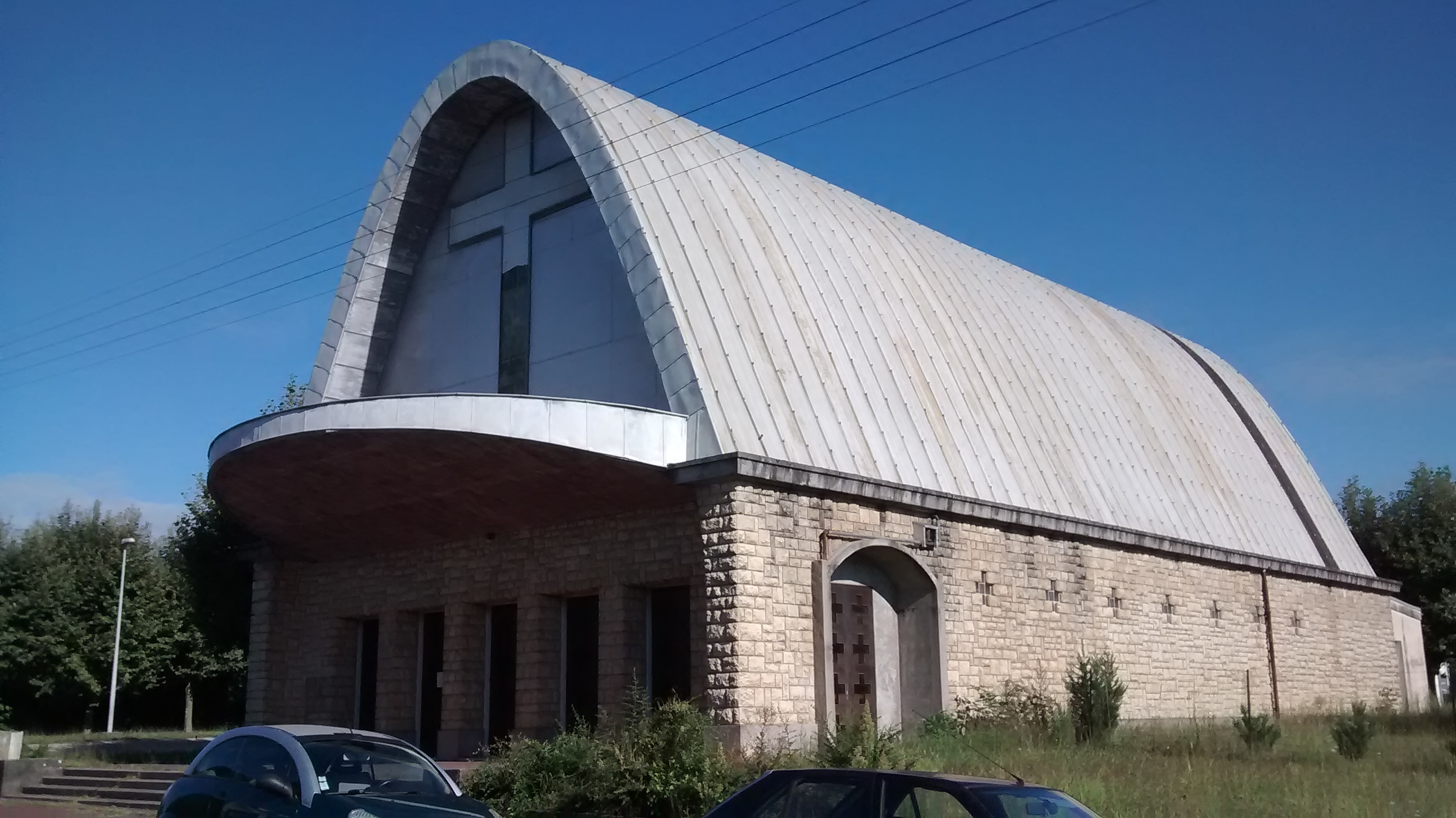
Kirche Sainte-Famille
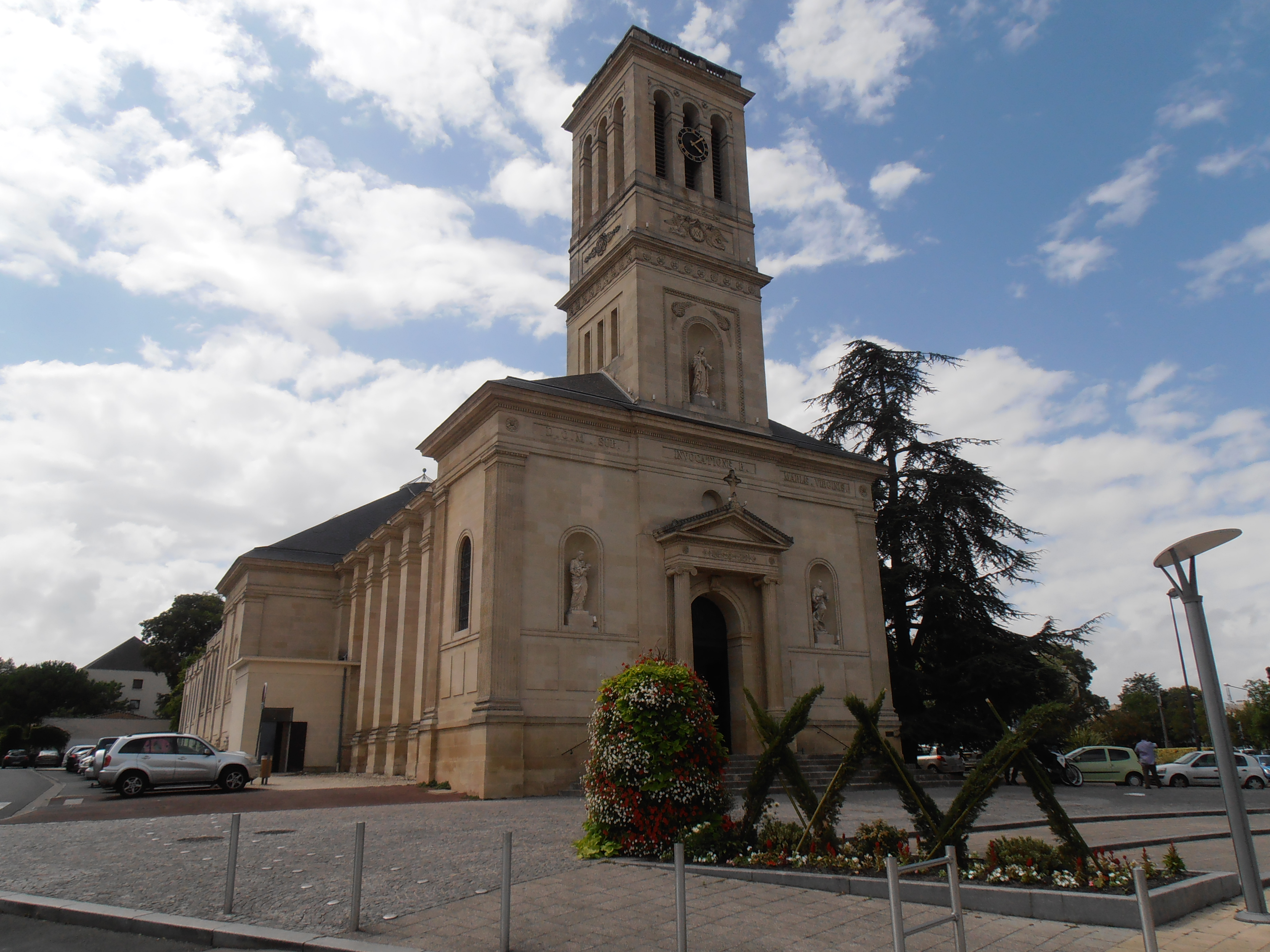
Kirche Notre-Dame
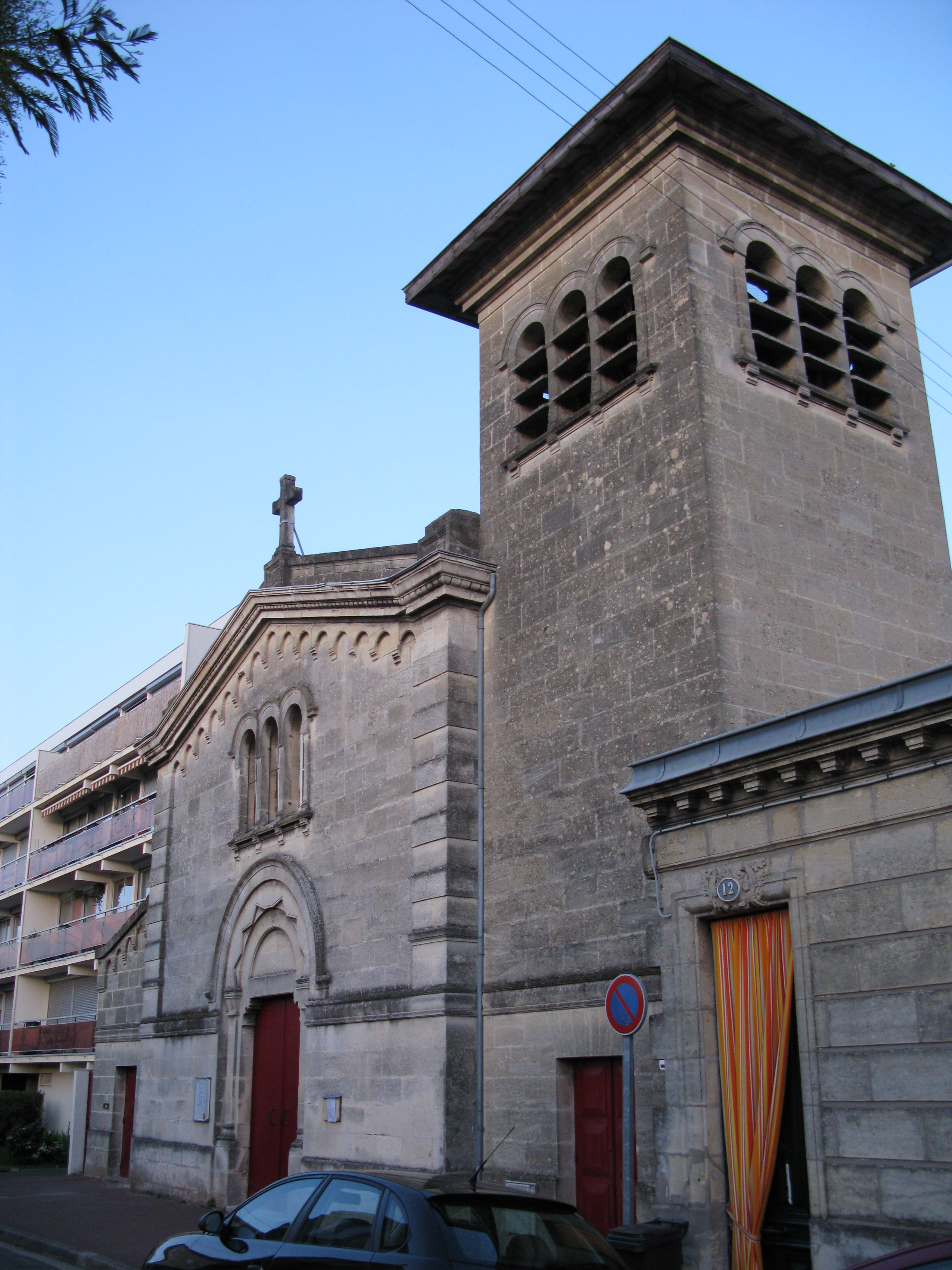
Chapelle du Christ-Rédempteur (Kapelle Christus der Erlöser)
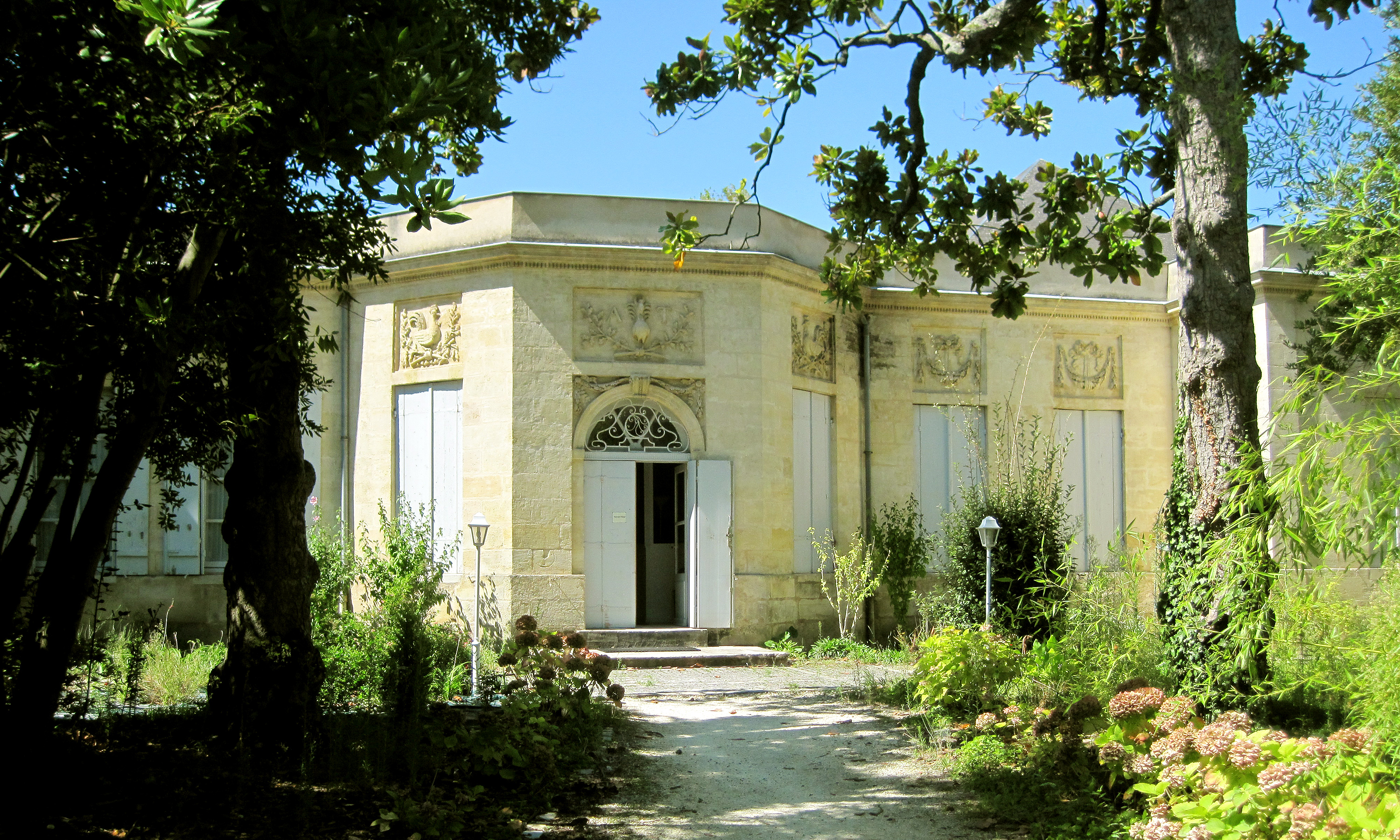
Presbyterium
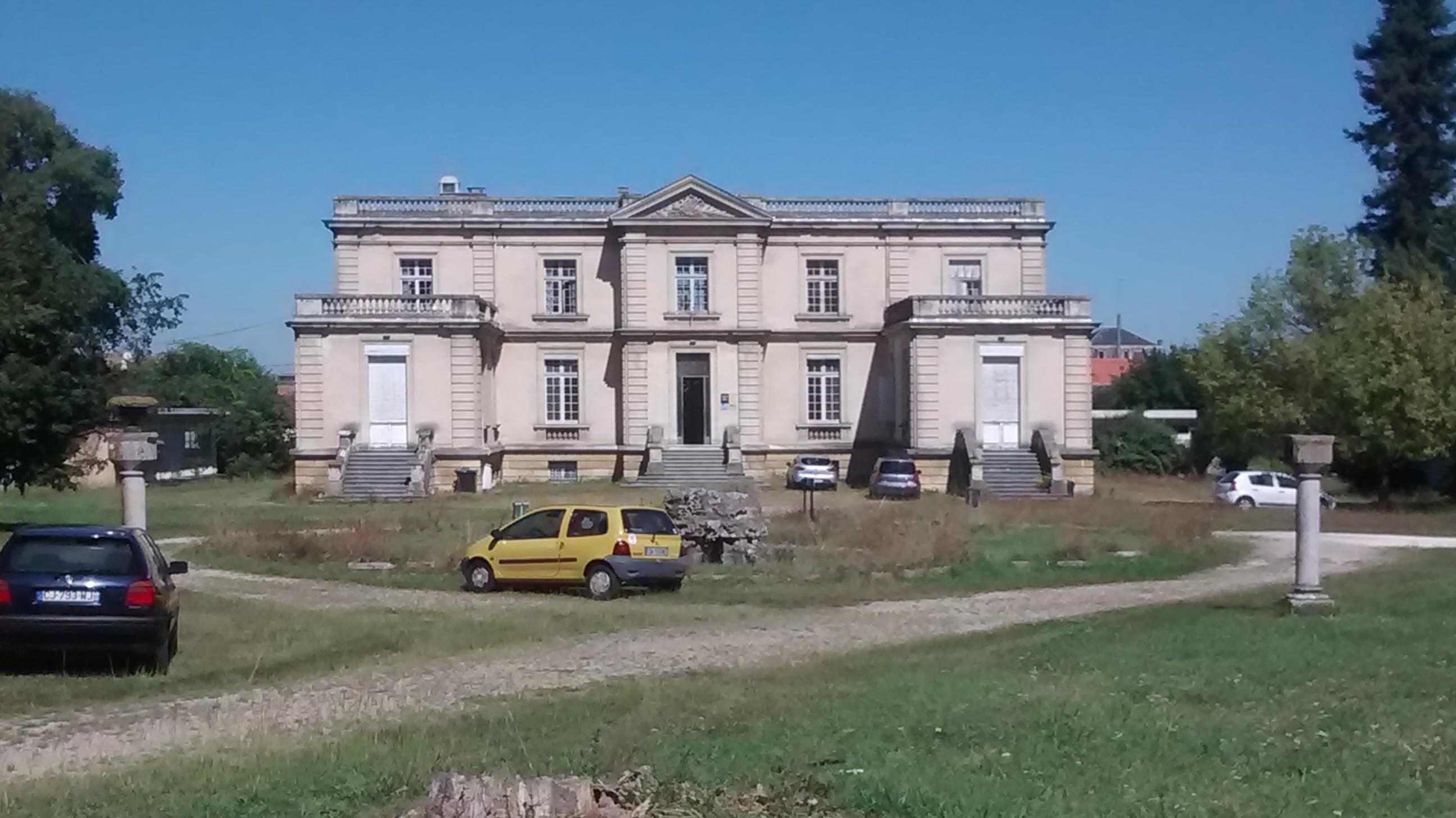
Château des Arts

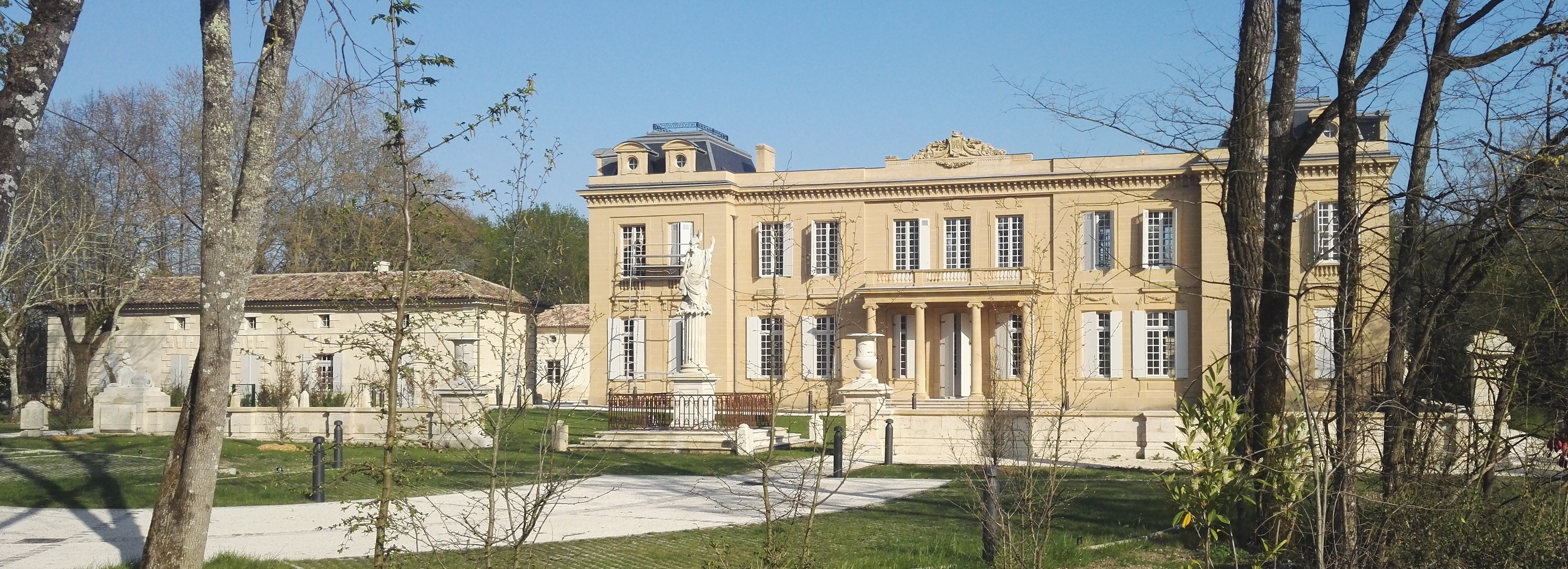
Château Raba
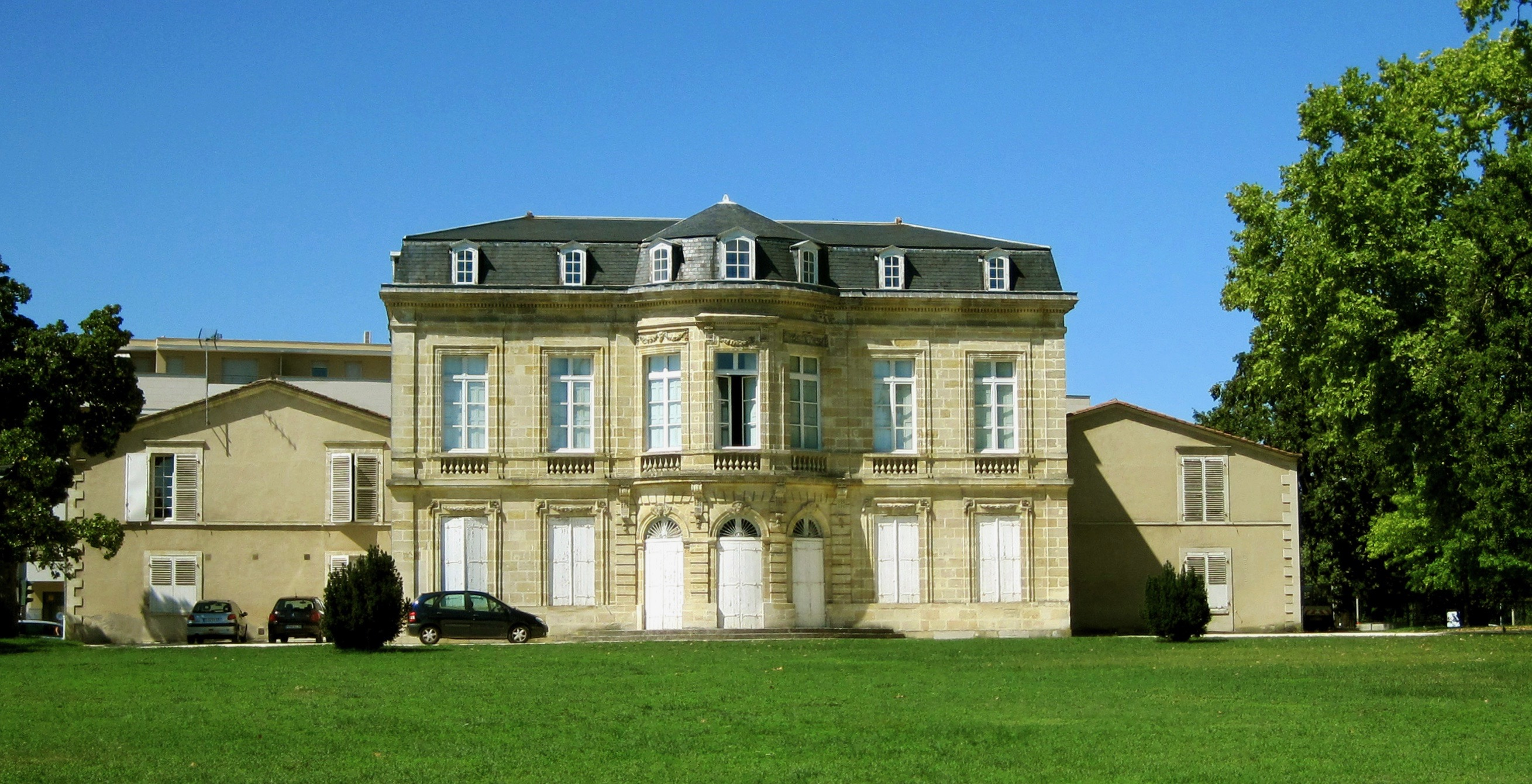
Château Margaut
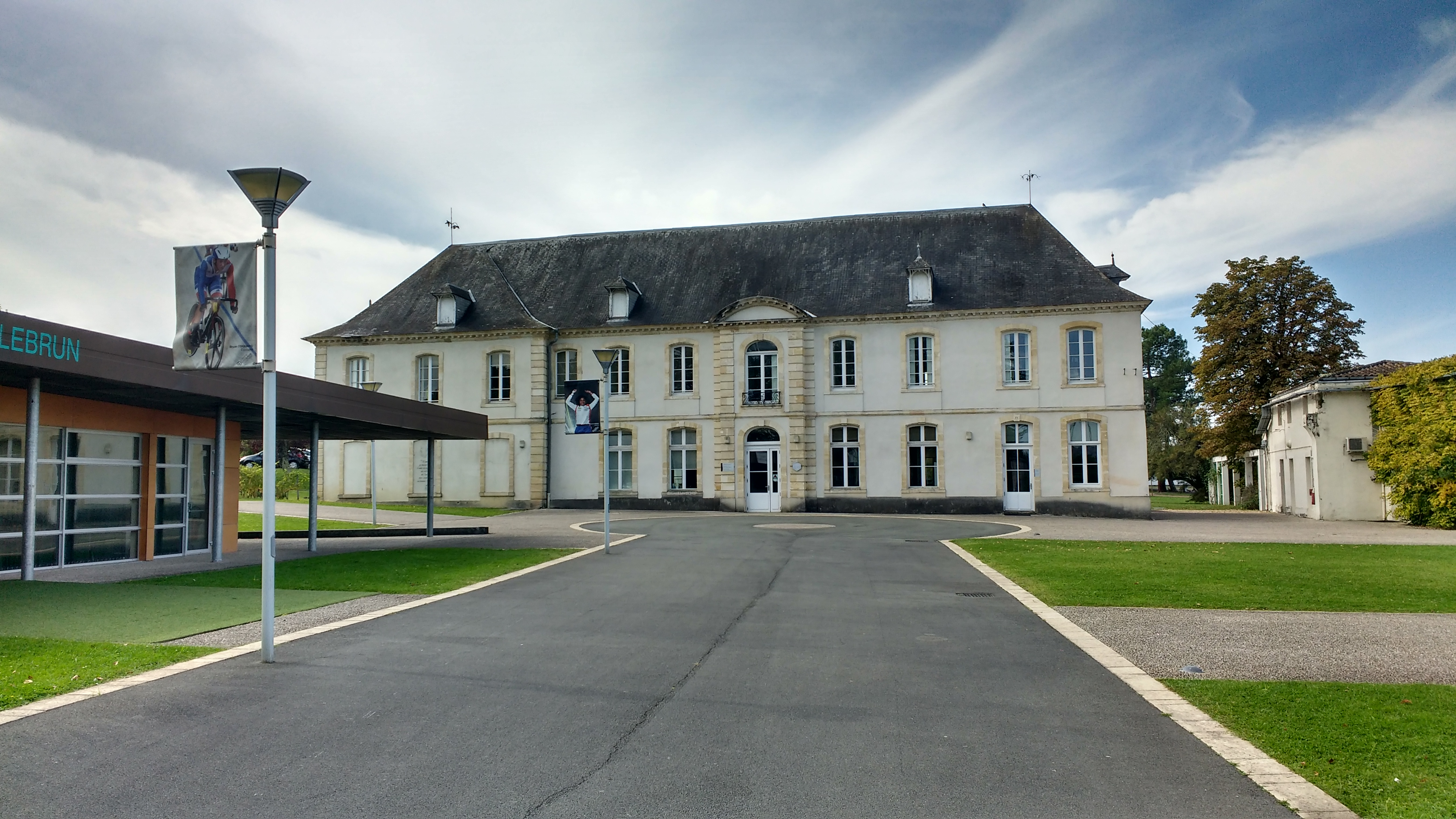
Château Monadey
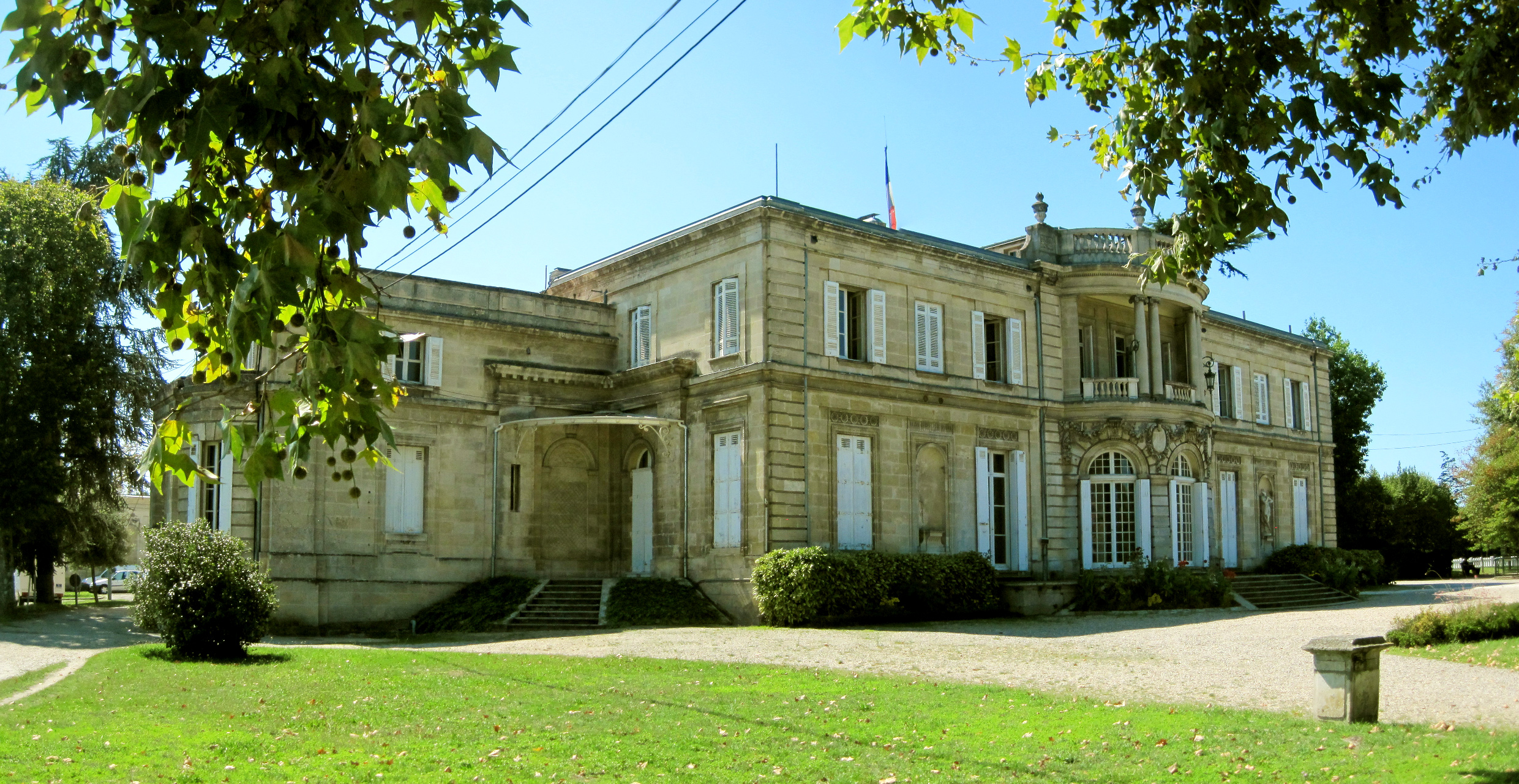
Château Peixotto
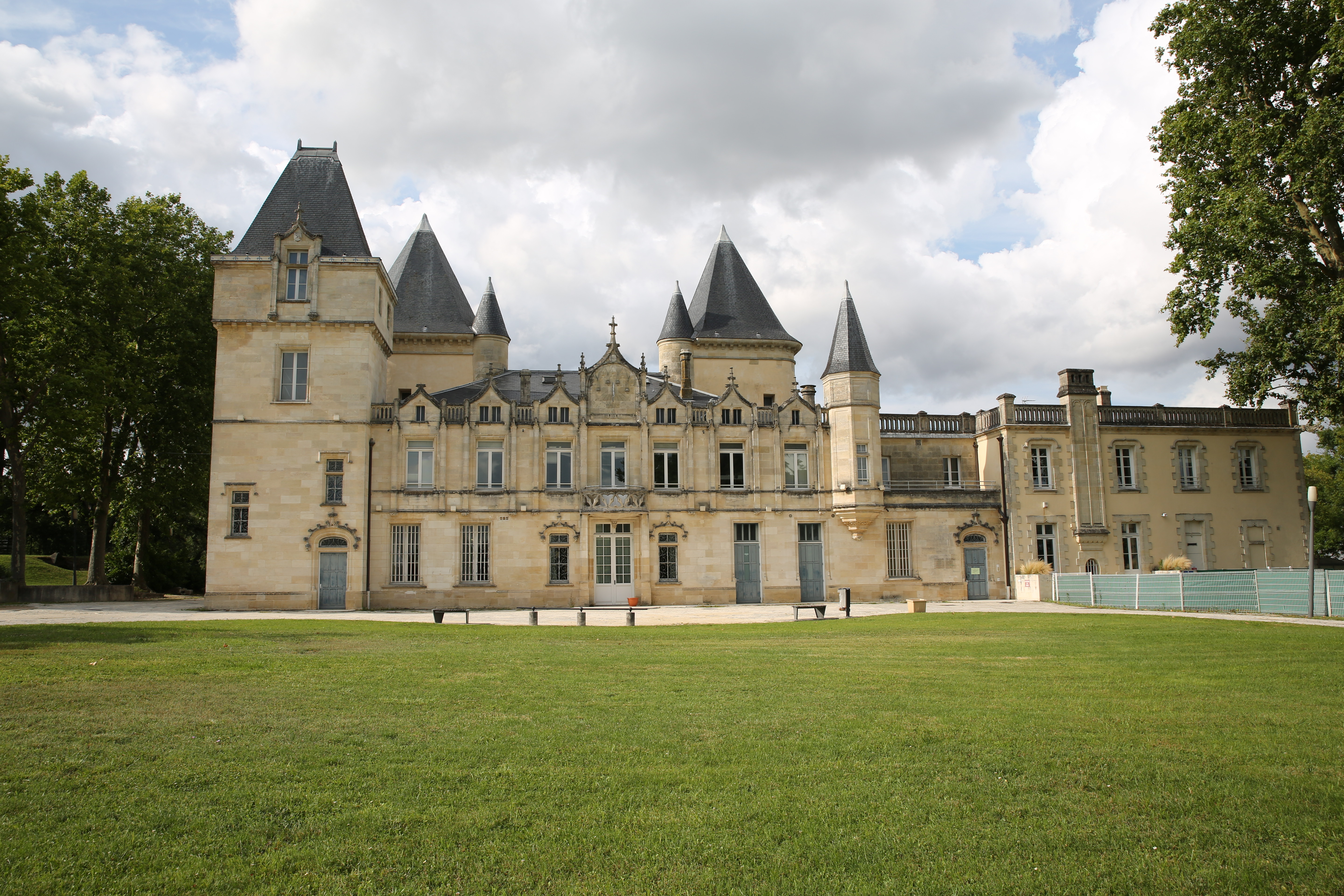
Château de Thouars

## Städtepartnerschaften
Talence unterhält  Partnerschaften mit Alcalá de Henares in Spanien (seit 1985), mit Trikala in Griechenland (seit 1998) und mit Chaves in Portugal (seit 2004).

## Persönlichkeiten
- Albert Peyriguère (1883–1959), katholischer Priester und Einsiedler
- Jean d’Eaubonne (1903–1971), Filmarchitekt
- Henri de Laborde de Monpezat (1934–2018), Prinzgemahl der dänischen Königin Margrethe II.
- Philippe Sollers (1936–2023), Schriftsteller und Literaturkritiker
- Monique Noirot (* 1941), Leichtathletin
- Christian Blanc (* 1942), Manager und Politiker
- Jacques Suire (* 1942), Radrennfahrer
- Marie-Hélène Breillat (* 1947), Schauspielerin, Schriftstellerin und Malerin
- Jérôme Cahuzac (* 1952), Politiker
- José Bové (* 1953), grüner Politiker und Aktivist
- Thierry Lataste (* 1954), Fonctionnaire
- Vincent Rivasseau (* 1955), mathematischer Physiker
- Jean-Louis Desvignes (* 1956), Fußballspieler
- Thierry Meyssan (* 1957), kontroverser Journalist und politischer Aktivist
- Hervé Granger-Veyron (* 1958), Säbelfechter
- Olivier Marchal (* 1958), Schauspieler, Regisseur und Drehbuchautor
- Sandrine Doucet (1959–2019), Politikerin
- François Golse (* 1962), Mathematiker
- Éric Lebrun (* 1967), Organist und Komponist
- Cedric Nicolas-Troyan (* 1969), Filmregisseur
- Barbara Schulz (* 1972), Theater- und Filmschauspielerin
- Thibault Giresse (* 1981), Fußballspieler
- Gérald Cid (* 1983), Fußballspieler
- Romain Brégerie (* 1986), Fußballspieler
- Damien Da Silva (* 1988), Fußballspieler
- Jonathan Gradit (* 1992), Fußballspieler
- Mathis Vaitulukina (* 2004), Leichtathlet